# Carl Gustaf Wigholm
Carl Gustaf Wigholm, född 28 november 1808 i Eskilstuna, död 17 augusti 1869 i Gävle, var en svensk tenngjutare.
Carl Gustaf Wigholm, var son till tenngjutaren Gustaf Fredrik Wigholm i Eskilstuna och erhöll sin utbildning hos denne. Han utskrevs från sin lära 1828 och erhöll 1833 mästarbrev som tenngjutare i Gävle. Han låg 1854–1861i tvist med hantverksföreningen i Gävle rörande en vägran att inställa sig i kämnärsrätten, men ärendet nedlades sedan Wigholm vänt sig till Kunglig Majestät. Han fortsatte sin verksamhet fram till 1866. Wigholm hade en stor produktion, hans mest produktiva år inföll under slutet av 1840-talet. Cylinderstop var hans vanligaste produkter, men även bukstop och koniska stop och kannor är kända. Till ovanligare föremål har en kakskål på hög fot och en smörask från 1844 på Nordiska museet.